# Hyäne (Schiff, 1879)
Die Hyäne war ein Kanonenboot der Kaiserlichen Marine. Wie die Schwesterschiffe Iltis und Wolf war sie für den Einsatz in überseeischen Kolonien entworfen und in Dienst gestellt worden.

## Bau
Das Schiff lief am 27. Juni 1878 in Wilhelmshaven vom Stapel. Es besaß eine Länge von 42 m und eine Wasserverdrängung von 495 Tonnen, 95 Mann Besatzung, jeweils zwei Kanonen von 12,5 und 8,7 cm Kaliber und drei Revolverkanonen Kaliber 3,7 cm.

## Einsatz
Das Schiff spielte in der Kolonialpolitik des Deutschen Reichs eine Rolle.
1882 besuchte das Kanonenboot im Rahmen einer ausgedehnten Südseeexpedition für fünf Tage die Osterinsel. Kapitänleutnant Wilhelm Geiseler hatte den Auftrag der kaiserlichen Admiralität, wissenschaftliche Untersuchungen für die ethnologische Abteilung der königlich preußischen Museen in Berlin vorzunehmen. Die Expedition erbrachte u. a. detailgenaue Beschreibungen der Sitten und Gebräuche, Sprache und Schrift der Osterinsel sowie exakte Zeichnungen verschiedener kultischer Objekte, von Moais, von Hausgrundrissen und einen detaillierten Lageplan der Kultstätte Orongo. Vom 26. Dezember 1882 bis zum 5. Januar 1883 beteiligte sich das Schiff und seine Mannschaft an einer Strafexpedition auf der Insel Luf, die das Hauptdorf zerstörte und die Lebensgrundlage seiner Bewohner vernichtete.
Im November 1884 lief das Schiff unter Korvettenkapitän Langemak Häfen im Bismarck-Archipel und Neuguinea an, die Bartholomäus von Werner mit der Kreuzerkorvette Ariadne bereits 1878 als deutschen Besitz reklamiert hatte, um dort die Reichsflagge zu hissen. Am 1. Oktober 1886 unternahm Langemak eine Erkundungsfahrt entlang der von der Deutsch-Ostafrikanischen Gesellschaft beanspruchten Somaliküste.
Am 4. August 1892 markierte man unter dem Kommando von Hauptmann Curt von François nördlich der Mündung des Swakop eine Landungsstelle zur Errichtung eines Hafens. Dieses Datum gilt als der Gründungstag der Stadt Swakopmund im heutigen Namibia.
In Kamerun war das Schiff unter Kapitänleutnant Wilhelm Reincke an der Niederschlagung einer Meuterei der Polizeitruppe (sogenannter Dahomey-Aufstand) vom 15. bis 23. Dezember 1893 beteiligt. Kaiser Wilhelm II. honorierte dies mit der Vergabe von Orden im Februar 1894 und der Anrechnung eines Kriegsjahres im Februar 1914.

## Verbleib
Am 7. April 1920 wurde das Schiff aus der Liste der Kriegsschiffe gestrichen, nach dem es bereits am 15. Juli 1919 für 200.000 Mark an die Cuxhaven-Brunsbüttel-Dampfer AG verkauft worden war. Diese betrieb das Schiff als Dreimastschoner mit Hilfsmotor unter dem Namen Seewolf, bis es am 2. Mai 1924 im Hafen von Dieppe durch einen Ladungsbrand sank. Danach wurde es als Totalschaden gehoben und abgewrackt.